# Spiradiclis laxiflora
Spiradiclis laxiflora är en måreväxtart som beskrevs av W.L.Sha och Xiu Xiang Chen. Spiradiclis laxiflora ingår i släktet Spiradiclis och familjen måreväxter. Inga underarter finns listade i Catalogue of Life.